# Maria Versfelt
Maria Johanna Elselina Versfelt, nota anche come Ida Saint-Elme, con lo pseudonimo La Contemporaine o come Elzelina av Aylde Jonghe o come Elzelina Tolstoy van Aylde-Jonghe (Lith, 27 settembre 1776 – Bruxelles, 18 maggio 1845), è stata una scrittrice, attrice e cortigiana olandese, nota per la sua vita avventurosa.

## Biografia
Figlia del vicario Gerrit Versfelt (1735-1781) e di Alida de Jongh (1738-1828), dopo la morte del padre si trasferì ad Amsterdam con la madre e sei fratelli. A 11 anni suonava, danzava e cavalcava con evidente perizia. A 15 anni (fingendo di averne di più), sposò il mercante Ringeling Claasz (1768-1801), da cui ebbe due figlie. Nel 1796 divorziò per esibita infedeltà. Le figlie furono affidate al marito.
Nota per essere stata compagna di diversi uomini famosi, tra cui i generali francesi Jean Victor Marie Moreau (1763-1813) e Michel Ney (1769-1815), lasciò i Paesi Bassi dopo la conquista francese del 1795 e seguì i suoi vari amanti e confidenti nelle campagne militari napoleoniche.
Dal 1801, lavorò anche come attrice girovaga per i teatri di Francia, Belgio, Italia, Egitto, Russia e Germania.
Nel 1807 fu ferita durante la battaglia di Eylau, fu rimandata in Francia, ma volle tornare al fronte, dove cercò, in abiti maschili, di restare vicina al generale Ney fino alla sua condanna per alto tradimento del 1815.
Nel 1827, pubblicò con uno pseudonimo i propri ricordi, Mémoires d'une Contemporaine (in otto parti), che furono letti con qualche clamore (venne paragonata a Giacomo Casanova, di cui è stata considerata una versione femminile). Fu soprannominata la "vedova della grande armata".
Nel 1831, pubblicò La Contemporaine en Egypte, quindi Mille et une causeries (1833) e Mille et unième calomnie de la Contemporaine (1834).
Nel 1836 era a Londra, dove diffuse la rivista La Caricature française (25 numeri), contenente alcune lettere di Luigi Filippo di Francia che furono giudicate false e dovette quindi subire un processo. Poiché non si poté provare la sua colpevolezza, nel 1841 riuscì a lasciare il paese e si rifugiò in Belgio.
Morì poverissima all'età di 68 anni, in un ospizio delle Orsoline di Bruxelles.

## Opere
- Mémoires d'une Contemporaine, ou Souvenirs d'une femme sur les principaux personnages de la République, du Consulat, de l'Empire, etc..., Paris: Ladvocat, 1827-1828 (8 volumi).
- Les Soirées d'automne par l'auteur des Mémoires d'une Contemporaine, 1927 (2 volumi).
- La Contemporaine aux nombreux lecteurs des Mémoires, Marseille, 1829.
- La Contemporaine en Égypte, Paris, 1831 (6 volumi).
- Mille et une causeries, Paris: Ch. Vimont, 1833 (2 volumi).
- Mille et unième calomnie de la Contemporaine, Paris, 1834.
- Mes dernières indiscrétions, Paris, 1834 (2 volumi).